# Camillo von Woehrmann

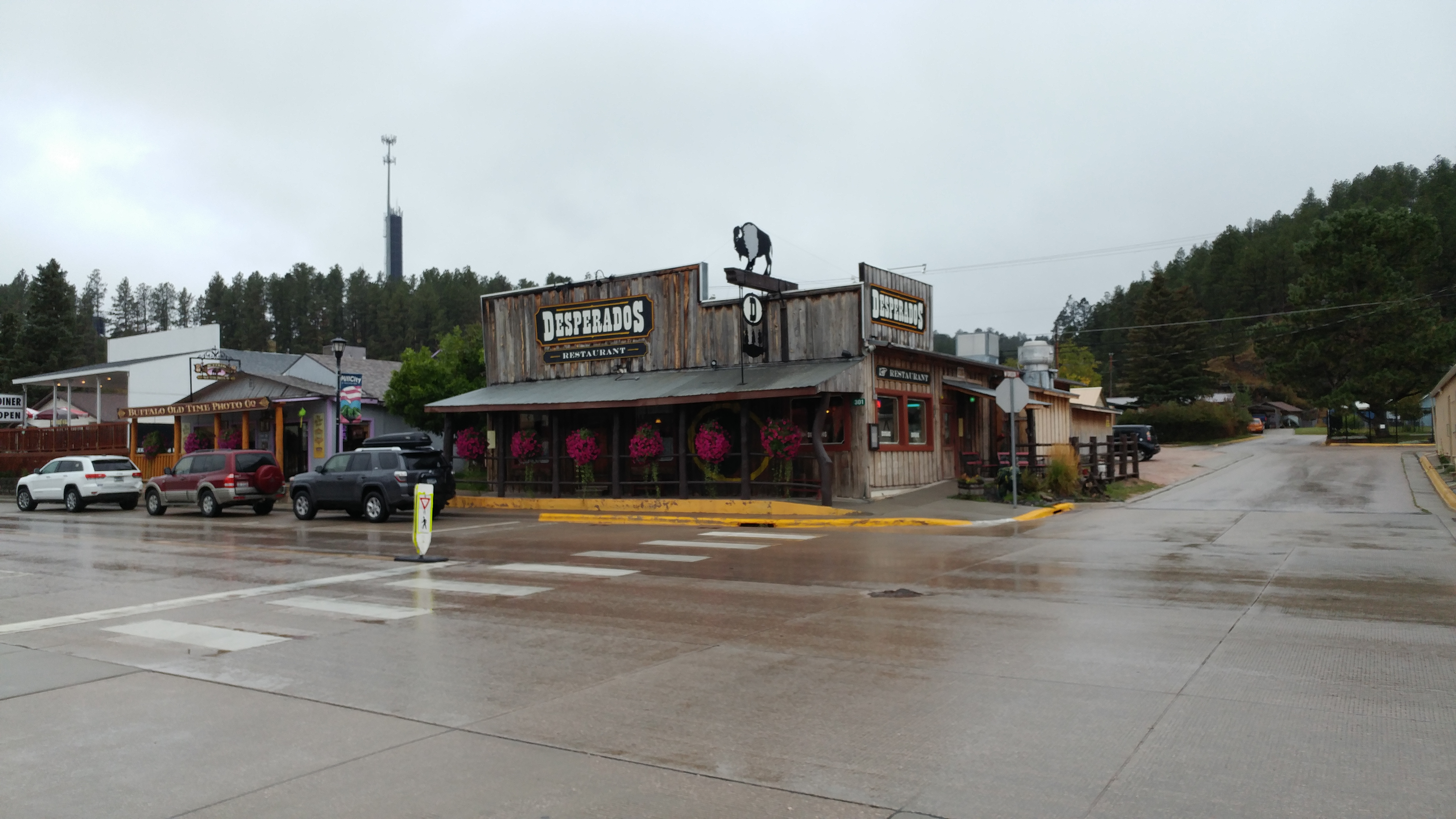
Von Woehrmann Building in Hill City

Iwan Richard Camillo von Woehrmann (* 4. Oktober 1852 in Dresden; † 1944) war ein deutsch-amerikanischer Unternehmer und Verleger.

## Leben
Camillo von Woehrmann war Sohn des sächsischen Rittergutsbesitzers und Landtagsabgeordneten Christian Heinrich von Woehrmann und dessen Ehefrau Dorothea Wilhemine Virginie. Er stammte aus der Lübecker und baltendeutschen Kaufmannsfamilie Wöhrmann, die im 18. und frühen 19. Jahrhundert im Ostseehandel zu Wohlstand gekommen war. Sein Vater zog nach einer kurzen Zeit als Beamter in Riga nach Sachsen und erwarb einige Rittergüter.
Camillo von Woehrmann schlug zusammen mit seinem Bruder Christian Heinrich zunächst eine militärische Karriere ein, wonach er am 1. April 1869 als Aspirant in die 3. Division des Kadettenkorps der sächsischen Armee aufgenommen wurde. Am 1. April 1872 avancierte er zum Fähnrich im 3. Reiter-Regiment. Er schied aber schon vor seiner Ernennung zum Leutnant aus dem Militär aus. Er wanderte in die Vereinigten Staaten von Amerika aus um den Dienst in „Otto von Bismarcks Armee“ zu entgehen. Er kam 1877 in den Black Hills an und lebte einige Jahre in Rockerville und Deadwood. 1885 ließ er sich in Hill City in South Dakota nieder, wo er im gleichen Jahr das sogenannte Von Woehrman Building baute, welches im National Register als eines der ältesten Blockhäuser in South Dakota eingetragen ist. 1890 wurde er Verleger der Harney Peak Mining News, welche er über die nächsten dreißig Jahre veröffentlichte. Er war zudem Friedensrichter, Anteilseigner zahlreicher Minen und einer der berühmtesten Bewohner der Stadt. In den 1920ern kehrte er nach Deutschland zurück und übergab sein Land einem E. M. Gentry. Er war zudem Mitbesitzer von Wendischbora in Sachsen.